# Колесников, Борис Викторович
Бори́с Ви́кторович Коле́сников (укр. Борис Вікторович Колесніков; род. 25 октября 1962, Мариуполь, УССР) — украинский политик и государственный деятель.
Народный депутат Украины V, VI и VII созывов. Вице-премьер-министр Украины — министр инфраструктуры Украины, ответственный за подготовку и проведение чемпионата Европы по футболу 2012 года в 2010—2012 годах.

## Биография
Родился 25 октября 1962 года в Мариуполе Донецкой области.
С 1991 директор торговой фирмы «Юг»; председатель совета директоров, председатель правления ЗАО «Производственное объединение „Киев-Конти“» (позже — «Конти»).
В 1997 году окончил Донецкую государственную академию управления по специальности «экономист-менеджер». С 1998 года по 2021 вице-президент Донецкого ФК «Шахтёр». С 2002 года возглавил Федерацию футбола Донецкой области. С 2010 по 2021 год — вице-президент ХК «Донбасс».
В 2001—2006 годах — председатель Донецкого областного совета..
С конца 2003 года — председатель Донецкого областного отделения Партии регионов.
На парламентских выборах 2006 и 2007 годов избирался в Верховную Раду Украины по списку Партии регионов (оба раза шёл десятым номером в списке).
В 2010 году был назначен вице премьер-министром по вопросам Евро-2012. 9 декабря 2010 года назначен на должность Министра инфраструктуры Украины.
На парламентских выборах 2012 года был избран по партийным спискам Партии регионов (№ 8). Глава Комитета Верховной Рады Украины по вопросам транспорта и связи. Будучи секретарём президиума Партии Регионов, в 2014 году отказался от участия в досрочных парламентских выборах в связи с войной на Донбассе.
В марте 2015 года получил пост премьера в теневом кабинете министров, созданном партией «Оппозиционный блок».
15 декабря 2018 года на съезде «Оппозиционного блока» был избран председателем политсовета.
11 февраля 2021 года сложил с себя полномочия председателя «Оппозиционного блока» и вышел из партии.
25 декабря 2018 года включён в санкционный список России.

## Политическая деятельность

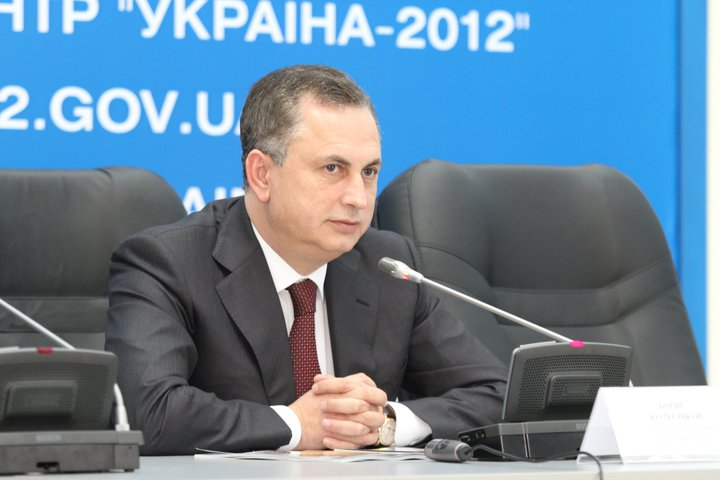
Борис Колесников

Политическая деятельность Бориса Колесникова началась в 1998 году с момента его избрания депутатом Донецкого областного совета. Тогда же он возглавил постоянную комиссию по вопросам социально-экономического развития, внешнеэкономической и инвестиционной политики, развития малого и среднего бизнеса.
С мая 1999 года был избран заместителем председателя Донецкого областного совета, а через год стал его председателем.
В марте 2002 года состоялось повторное избрание Колесникова депутатом Донецкого областного совета от Константиновского района Донецкой области.
В 2006 году Борис Колесников — становится депутатом Верховной Рады по списку Партии регионов (№ 10).
С 2014 по 2018 год был сопредседателем Оппозиционного блока. 
11 февраля 2021 года сложил с себя полномочия председателя "Оппозиционного блока" и вышел из партии. 
Весной 2021 года Борис Колесников заявил о создании партии "УКРАИНА - НАШ ДОМ".

## Государственная деятельность
11 марта 2010 года Бориса Колесникова назначен Вице-премьер-министром по вопросам Евро-2012. А в декабре он также вступил в должность Вице-премьер-министра Украины — Министра инфраструктуры Украины.
Колесников стал первым государственным деятелем, кто принёс на Украину украиноязычный Euronews. 21 октября 2010 года Вице-премьер-министр Украины — Министр инфраструктуры Украины Борис Колесников и генеральный директор Исполнительного совета Euronews Майкл Питерс подписали Меморандум о создании и распространении международных новостей Euronews на украинском языке.
Таким образом, Украина стала первой страной мира, которая получила право на производство местных украинских новостей и распространять эти новости на регулярной основе в рамках трансляции украинской версии Euronews.
Глава украинского отделения Euronews Валид Арфуш в своём аккаунте на Facebook по этому поводу написал: «…Этот проект не был бы возможным без воли, поддержки и настойчивости Бориса Колесникова и Анны Герман, за что им огромное спасибо!!!».
Нестор Шуфрич в июле 2010 года отмечал про него: «Колесников действительно очень большой новатор. Он готов уже сегодня принимать решения и по либерализации экономики, по снижению налогового давления — и он реально видит для этого механизмы».

### Евро — 2012

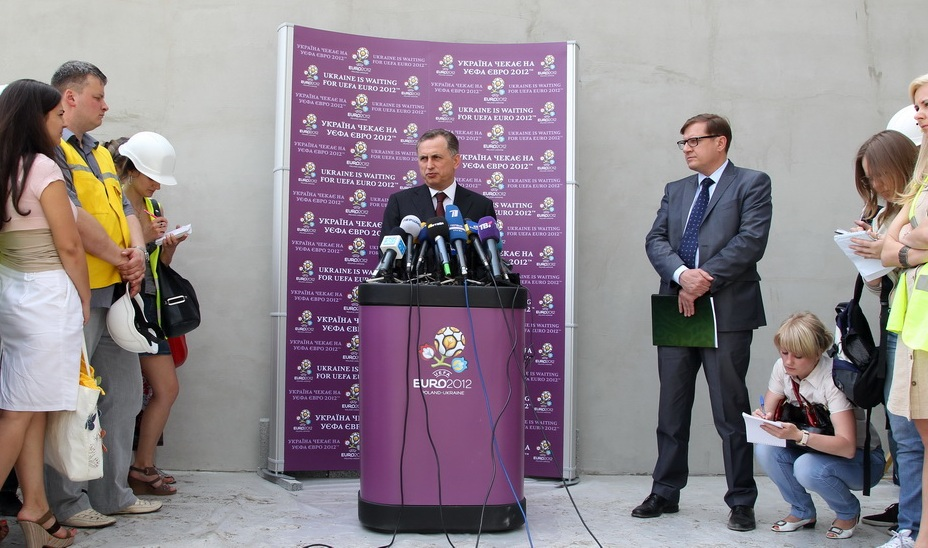
Борис Колесников — куратор Евро-2012

Амбициозный и масштабный проект Евро-2012 достался Борису Колесникову в весьма плачевном состоянии. По оценкам УЕФА в январе 2008 года инфраструктура Украины оставалась в таком же виде, как и на момент провозглашения страны хозяйкой Евро-2012 (18 апреля 2007). Руководство УЕФА, возглавляемое президентом Мишелем Платини, предупредило Украину о возможном проведении турнира в другой стране, если в течение 2008 года темпы подготовки к Евро не возрастут. Задачей номер один для Колесникова — как куратора по подготовке к Евро-2012 — стала защита права Украины на проведение чемпионата Европы по футболу.
В июне 2010 года Наблюдательный совет УЕФА принял решение утвердить право на проведение чемпионата Европы по футболу 2012 года во всех четырёх украинских городах — Киеве, Донецке, Львове и Харькове, в связи с этим Борис Колесников заявил прессе: «Украина может больше не опасаться, что какой-нибудь из её городов будет исключен из числа принимающих городов чемпионата Европы по футболу 2012 года».
Последующая работа Бориса Колесникова по подготовке к Евро была связана со строительством и реконструкцией украинских стадионов и аэропортов, а также развитием инфраструктуры страны.
Согласно данным, озвученных Борисом Колесниковым, общая стоимость затрат на подготовку к Чемпионату Европы по футболу составила около 5 миллиардов долларов.
«Мы построили 4 аэропорта международного стандарта всего за 18 месяцев. В Киеве мы достроили взлетно-посадочную полосу и новый терминал. Пятьдесят миллионов евро были направлены на текущие расходы, среди которых — переводчики, подбор и подготовка обслуживающего персонала», — отметил Б. Колесников в интервью итальянскому изданию Ilsole24ore.
Президент УЕФА и исполнительный комитет Союза поблагодарили вице-премьера Украины Бориса Колесникова за безупречную организацию Евро-2012 на Украине.
Оценивая работу по организации к Евро 2012, операционный директор УЕФА Мартин Каллен отметил: «Это был отличный турнир, который установил новые стандарты для будущего организации».
По данным французского издания Lecercle.lesechos, во время турнира Украину посетило огромное количество туристов, которые остались довольны организацией Евро-2012. Чемпионат позволил привлечь внимание иностранцев к ранее неизвестной стране, что позволит в будущем развивать туристический бизнес.
По данным опроса группы исследователей Research & Branding Group почти две трети украинцев получили положительные впечатления от чемпионата. Три четверти украинцев считают, что в их стране Евро-2012 было организовано на высоком уровне, и только 12 процентов полагают иначе.
Мнения:

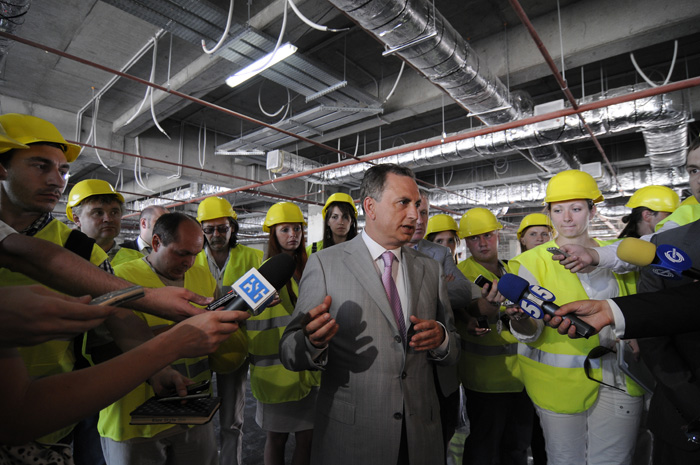
Подготовка к Евро-2012

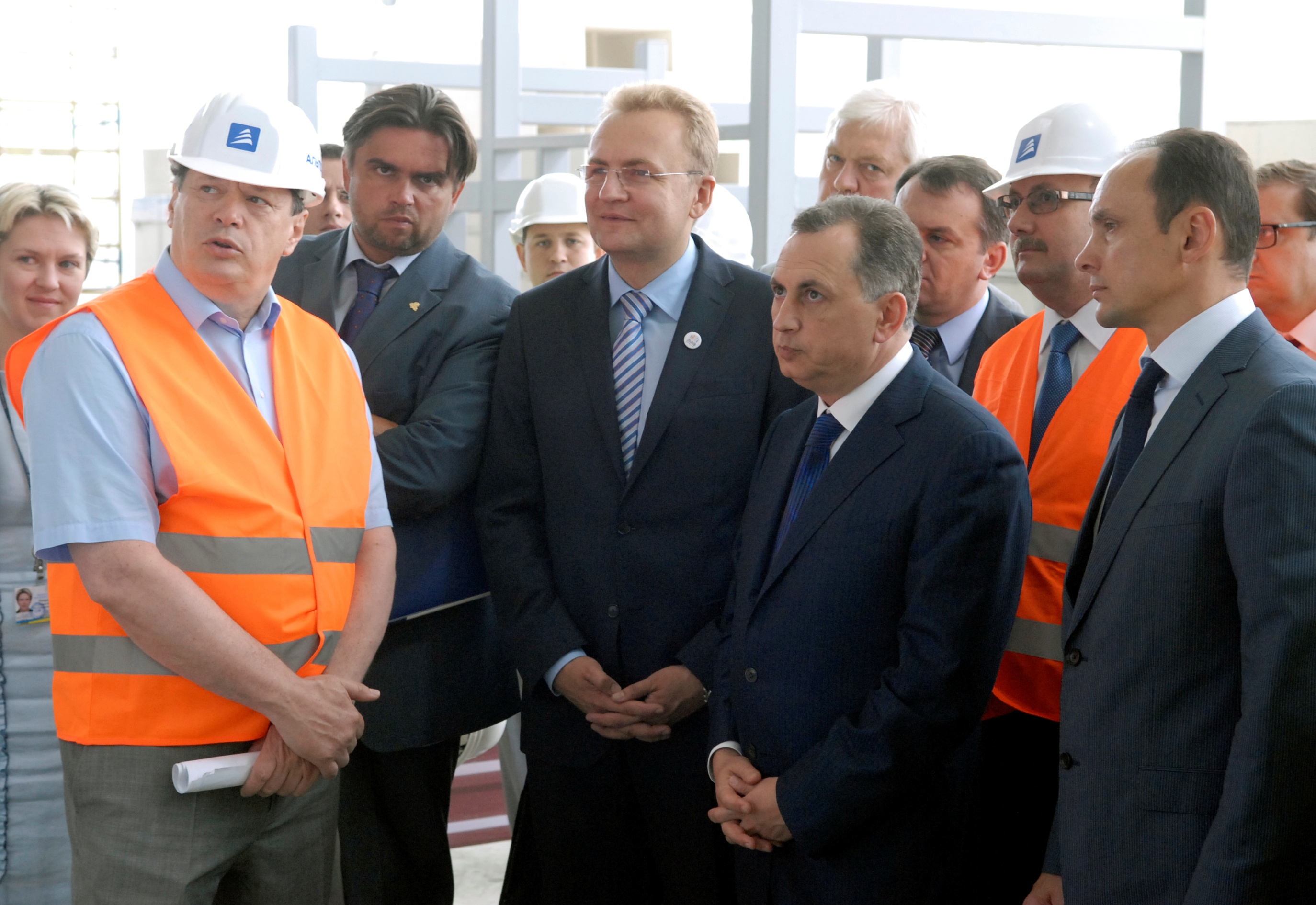
На Евро-объектах

«Когда я захожу в кабинет к Борису Колесникову, то вижу, что у него выведены все стройки на компьютер, и он в онлайн-режиме следит за ними», — сказал господин Тигипко, добавив, что высоко оценивает усилия господина Колесникова в подготовке Украины к еврочемпионату. «Очень хорошо, что вошли в графики УЕФА, и теперь выполняем взятые обязательства, по реализации которых ранее были серьёзные опасения. Считаю, что это личная заслуга Бориса Колесникова, поскольку именно он активно занимается вопросами Евро-2012», — отмечает Сергей Тигипко.
За быстрые темпы строительства и реконструкции стадионов и аэропортов генеральный секретарь УЕФА Джанни Инфантино прозвал его супер-Борисом.
По мнению газеты «Комментарии» «После Евро-2012 Колесников может стать самым популярным „бело-голубым“ политиком. От того, насколько успешно на Украине пройдет Евро-2012, будет зависеть оценка всей деятельности вице-премьера — министра инфраструктуры Бориса Колесникова за весь период его работы в Кабмине».

### Министерство инфраструктуры Украины

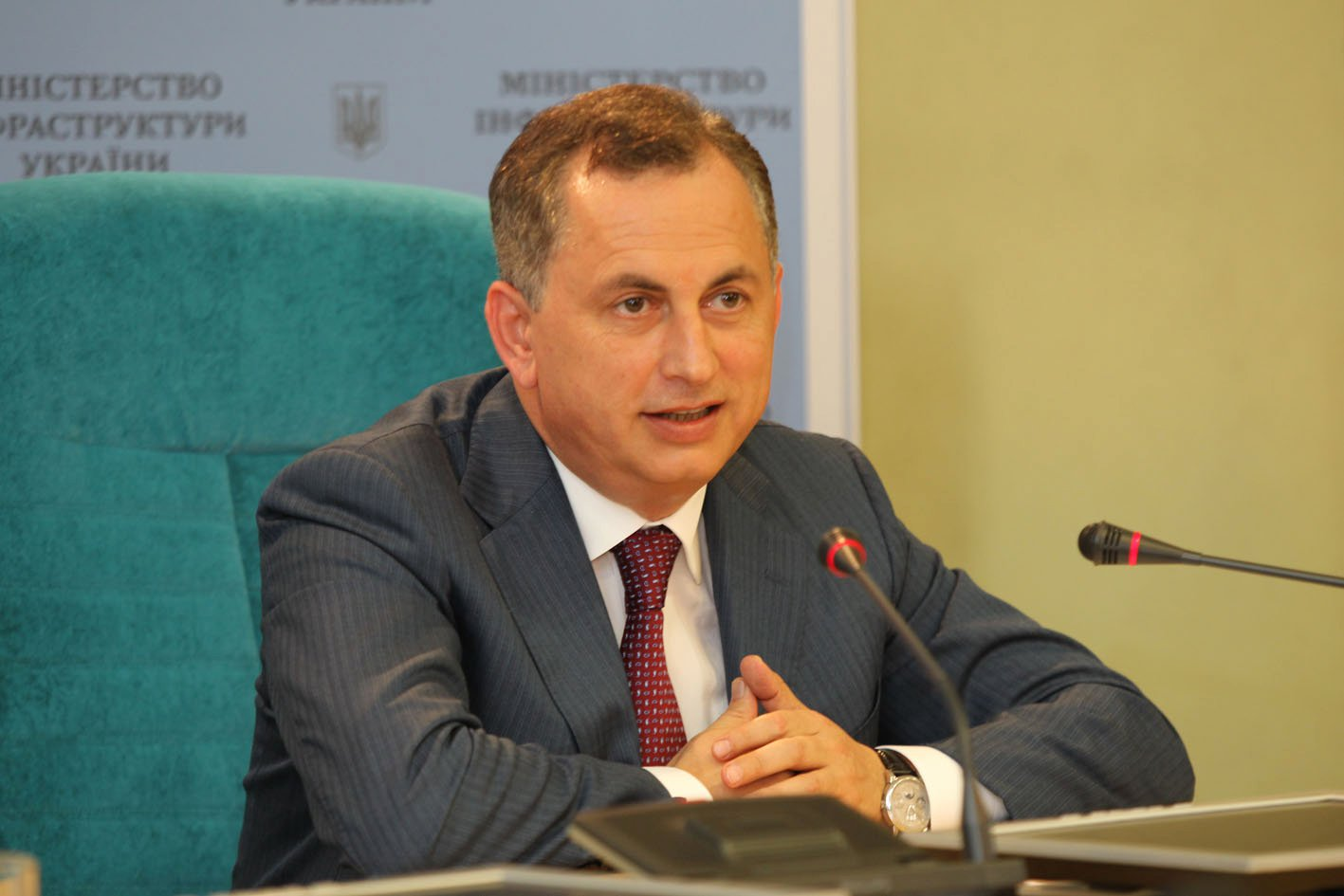
На отчётной конференции МИУ

Возглавив Министерство инфраструктуры Украины в 2010 году, Борис Колесников очертил основные приоритеты деятельности и развития инфраструктуры по таким направлениям:

#### Работа с общественностью
За период работы под управлением Колесникова Министерство инфраструктуры Украины увеличило своё присутствие в социальных сетях: с июня 2011 года Министерство является активным пользователем соцсети Facebook.
Снят запрет на съёмку на железнодорожных вокзалах и в аэропортах.
Внедряется единый билет: к Евро-2012 на Украине можно будет приобрести билет на любой вид транспорта междугороднего сообщения.
С июня оплатить железнодорожные и автобусные билеты, приобретённые через Интернет, стало возможным через платёжные терминалы.
Страховые выплаты пассажирам от несчастных случаев на транспорте увеличились в 2 раза, в 2011 году страховая сумма выросла до 102 тыс. грн.
В 2011 году подписан контракт с лизинговой компанией ЗАО «Ильюшин Финанс» на поставку первых самолётов Ан-158.

#### Железная дорога
Говоря о реформировании «Укрзализныци», на отчетной пресс-конференции на тему «Итоги по результатам работы в первом полугодии. План развития отрасли», Борис Колесников определил три приоритета. «Первое — это в течение шести лет полностью уйти от ночных поездов: в пределах Украины в любую точку можно будет добраться днем. Опять же, благодаря новым поездам. Второе — электрификация движения („Сейчас из 22 тысяч километров дорог электрифицирована половина, надо довести эту цифру до 15 тысяч“). Третье — модернизация парка локомотивов: до сих пор используется морально устаревший парк советского периода».
Для осуществления намеченных планов — объединить скоростными поездами Киев и украинские города, принимающие Евро-2012, в конце декабря 2010 года был подписан контракт с компанией «Hyundai Corporation» на получение Укрзализницей 10 новых межрегиональных электропоездов.
При этом первые шесть поездов позволят организовать скоростное передвижение между Киевом, Донецком, Харьковом и Львовом. К примеру, добраться до Харькова можно будет за 3,5 часа, до Львова — за 4,5 часа, до Донецка — за 5,5-6 часов.
По признанию журнала «Новое Время» скоростными поездами Интерсити и Интерсити+ перевезено рекордное количество пассажиров. Сейчас это самый большой показатель с момента начала на Украине скоростного движения.
Также в фокусе Вице-премьер-министра Украины — Министра инфраструктуры Украины Бориса Колесникова — морская отрасль Украины, дороги и авто.

## Активы
Основатель «АПК-Инвест» (торговая марка «М'ясна Весна») и ЗАО «Конти».
В 2006 году в «Топ-100» самых влиятельных людей Украины, которых ежегодно определяет журнал «Корреспондент», Борис Колесников занял 24-ю позицию.
По версии журнала «Фокус», в 2006 году Борис Колесников занял 10-ю позицию в рейтинге влиятельности среди представителей донецкого региона.
В 2007 году в «Топ-100» самых влиятельных людей Украины журнала «Корреспондент» Борис Колесников занял 20-ю позицию.
В 2007 году в рейтинге журнала «Фокус» «200 самых влиятельных украинцев» занял 20-е место.
В апреле 2011 года журнал «Форбс» при составлении рейтинга ста самых богатых украинцев оценил состояние Колесникова в $230 млн, что вызвало его негодование. «Почему они указали мое состояние в размере $230 млн, если я только на животноводчество потратил $200 млн.! А „Конти“ — что, не считается?! И ещё мы открываем фабрику в Курске за $250 млн.», — заявил Колесников.
В 2007 в «Рейтинг самых богатых людей Центральной и Восточной Европы», составленный журналистами польского еженедельника «Wprost» Борис Колесников занял 90-е место, $0,65 млрд.
Суммарный оборот «Конти» и «АПК-Инвест» в минувшем году превысил 4 млрд грн. А состояние самого Бориса Колесникова оценено в $810 млн.
В 2015 году влиятельное издание Forbes назвало топ-10 налогоплательщиков Украины, среди которых на втором месте оказался Борис Колесников, уплативший 164, 081 млн гривен НДФЛ.
В 2019 году компания АПК-Инвест стала крупнейшим налогоплательщиком в сфере сельского хозяйства.

## Благотворительность
В 2008 году Борис Колесников основал именной благотворительный Фонд[30].
До этого его благотворительная деятельность осуществлялась в формате индивидуальной адресной помощи: так, с 2004 года по инициативе Бориса Колесникова были организованы поездки ветеранов за рубеж, осуществлена реконструкция РСК «Олимпийский» в г. Донецке, вложены значительные средства в оздоровление нуждающихся детей, пенсионеров, а также поддержку культурного наследия страны.
По итогам 2010 года, Фондом Бориса Колесникова на благотворительность было потрачено свыше 8 миллионов гривен[31]. В 2011 году на реализацию благотворительных программ Фонд выделил около 11 миллионов гривен[32], в том числе средства были направлены на поддержку Львовского Национального Академического театра оперы и балета им. Соломии Крушельницкой[33], лучших украинских спортсменов[34], охрану здоровья[35]. В 2012 году размер благотворительных инвестиций превысил 18 миллионов гривен, из них — более 10 миллионов гривен были вложены в развитие спорта. В 2013 году Фонд Бориса Колесникова был признан лидером Национального рейтинга благотворителей в номинации «Поддержка сферы спорта и физкультуры»[36].
Сам Борис Колесников о своем меценатстве отзывается весьма скромно: «Думаю, что деятельность Фонда будет полезна украинцам. Она будет публичной, понятной и, надеюсь, эффективной. Но сам за себя говорить не буду. Я хочу, чтобы мою работу оценили люди».
С 2014 года деятельность Фонда фокусируется на реализации благотворительных образовательных проектов и конкурсов для студентов. Их цель — поддержать талантливую, активную молодежь, развить интеллектуальный потенциал общества, возродить интерес к инженерным специальностям[37].
Всеукраинские благотворительные программы «Авиатор», «Железнодорожник» и «Архитектор» проводятся для будущей элиты Украины — студентов технических, авиационных, архитектурно-строительных и железнодорожных вузов[38][39][40]. Победители этих проектов посещают лучшие отраслевые выставки мира, где знакомятся с передовыми технологиями и новинками отраслей, встречаются со специалистами, общаются со студентами из других стран мира, посещают мастер-классы[41][42][43]. Все это стимулирует молодежь к получению новых знаний и карьерному росту[44].
Приоритетным проектом благотворительного Фонда является ежегодный всеукраинский открытый конкурс «Авиатор». Он призван оказать поддержку будущим украинским конструкторам и инженерам, пилотам и авиадиспетчерам; мотивировать и поощрить талантливых ребят; помочь им реализовать самые оригинальные проекты. О престижности и популярности конкурса свидетельствует его география (вся Украина) и огромное количество регистраций студентов в проекте.
Впервые «Авиатор» был проведен в 2012 году. За годы его существования в нём приняли участие более 11 тысяч студентов технических специальностей из 44 вузов и колледжей Украины. 300 самых талантливых, креативных и целеустремленных из них стали победителями проекта и, благодаря Фонду Бориса Колесникова, посетили ведущие авиационные форумы мира — Фарнборо в Великобритании и Ле Бурже во Франции. Там они посещают стенды гигантов мирового авиапрома, видят новинки и получают бесценный опыт и знания, которые внедряют в родной Украине. Во время визитов в Лондон и Париж студенты также знакомятся с достопримечательностями столиц и посещают Парки развлечений — Диснейленд и Торп Парк.
«Авиатор» длится полгода и состоит из 5 этапов: тестирования по английскому техническому языку, истории и теории авиации, точным наукам, презентации бизнес-кейса и собственного инвестиционного проекта. В состав жюри конкурса входят лучшие представители авиационной отрасли, а возглавляет его Герой Украины, легендарный авиаконструктор Дмитрий Кива.
Проект «Железнодорожник» был реализован в 2014 и 2016 годах. 50 лучших студентов из Украинской государственной академии железнодорожного транспорта, Днепропетровского национального университета железнодорожного транспорта имени академика В.Лазаряна и Государственного экономико-технологического университета транспорта отправились на Берлинскую Международную выставку транспортных технологий InnoTrans, где увидели передовые технологии от ALSTOM Transport, Bombardier Transportation GmbH, Siemens AG, PESA Bydgoszcz SA и др., встретились со специалистами отрасли.
Проект «Архитектор» проходил в 2014 году, а 20 его победителей из Приднепровской государственной академии строительства и архитектуры, Одесской государственной академии строительства и архитектуры, Киевского национального университета строительства и архитектуры и Донбасской национальной академии строительства и архитектуры посетили Неделю дизайна и архитектуры в Токио. Кроме посещения самой выставки, студенты отправились в архитектурный тур по городу с известным архитектором Ульфом Мейером, который рассказал об особенностях токийского градостроительства и провел мастер-класс прямо на улицах столицы Японии. Ребята также посетили лучший общественный университет Японии — Tokyo City University, пообщались со сверстниками и деканом Ёсией Ямаокой.
С 2014 года приоритетной для Фонда Бориса Колесникова является программа по восстановлению Донбасса. В рамках программы осуществляется поддержка учащихся средних образовательных школ Донецкой области и воспитанников интернатов; восстановление работы ледовой арены «Альтаир» и организация секций хоккея и фигурного катания для детей 5-12 лет; оказание материальной помощи жителям, пострадавшим во время АТО[45][46][47].
По сложившейся традиции, в День знаний и День святого Николая благотворительный Фонд совместно с ХК «Донбасс» поздравляет детей Донецкого региона с праздниками, дарит им брендированные рюкзаки, канцелярские принадлежности, сладости. Ежегодно благотворители помогают 60 000 детей Донбасса и их наставникам.
В 2016—2017 году благотворительный Фонд Бориса Колесникова оказал поддержку нескольким украинским реабилитационным центрам для детей, областным больницам, домам престарелых, обеспечил их необходимым техническим оборудованием и предметами быта.

## Хоккейный клуб «Донбасс»
В 2010 году Борис Колесников стал собственником хоккейного клуба «Донбасс», что позволило донецкому региону стать самой настоящей хоккейной столицей Украины. В первом же сезоне во главе с Борисом Колесниковым «Донбасс» впервые в своей истории завоевал золотые медали чемпионата, выдав рекордную для страны победную серию в 27 матчей кряду в регулярном этапе, а затем в финале обыграл столичный «Сокол» (1:0 и 3:2). Впоследствии «Донбасс» ещё дважды кряду подтверждал свой титул чемпиона страны, поднимая над головой кубок ФХУ в сезонах 2011/12 и 2012/13. Летом 31 мая 2011 года в Москве на общем собрании Высшей хоккейной лиги ХК «Донбасс» единогласным решением был принят в члены некоммерческого партнерства «ВХЛ». Готовиться к выступлению в Высшей хоккейной лиге впервые в истории независимой Украины отечественный клуб отправился в Канаду. А по возвращении на Украину организовал и провел на высшем уровне первый международный турнир «Открытый Кубок Донбасса», в котором также приняли участие три клуба Континентальной хоккейной лиги — CКА (Санкт-Петербург), «Динамо» (Минск) и «Динамо» (Рига). Сезон 2011/12 в ВХЛ донецкая команда завершила в шаге от финала Кубка Братины, уступив будущему чемпиону — нефтекамскому «Торосу». В июле 2012 года решением руководства Континентальной хоккейной лиги, ХК «Донбасс» был принят в состав участников сильнейшей хоккейной лиги Европы. По итогам своего первого регулярного сезона в КХЛ клуб занял 9-е место в Западной конференции и не сумел пробиться в плей-офф, уступив всего на одно очко «Атланту».
В январе 2013-го донецкий «Донбасс» стал первым и пока что единственным украинским клубом, который выиграл престижный европейский турнир под эгидой IIHF — Континентальный Кубок сезона 2012/13. В Суперфинале, матчи которого прошли на донецкой Арене «Дружба» с 11-го по 13 января, на тот момент ещё двукратный чемпион Украины, обыграл белорусский «Металлург» (1:0), итальянский «Больцано» (3:0) и французский «Руан Дрэгонз» (7:1), набрав максимально возможные 9 очков.
Улучшить свои результаты в КХЛ «Донбассу» удалось уже в следующем сезоне. Сыграв 54 матча, дончане завершили первую часть чемпионата на четвёртом месте Западной конференции, став рекордсменом по минимальному количеству пропущенных шайб за сезон — 99. Как результат, 7 марта 2014 года Арена «Дружба» впервые в истории украинского хоккея приняла игры плей-офф раунда КХЛ. На стадии 1/4 финала дончане выбили из дальнейшей борьбы рижское «Динамо», но в полуфинале конференции в результате шестиматчевой серии пропустили в финал пражский «Лев». Примечательно, что тогда «Донбасс» лишь однажды смог сыграть на домашней арене — из-за напряженной политической ситуации на Украине правление КХЛ запретило проводить игры на Арене «Дружба» в Донецке.
Ещё один рекорд КХЛ «Донбасс» установил уже в плей-офф, сыграв с пражским «Львом» самый продолжительный матч, который длился 126 минут и 14 секунд. Тогда решающую шайбу забросил защитник «Донбасса» Андрей Конев, а сама игра вошла в историю, как «Пражский марафон».
В 2013 году ХК «Донбасс» создал самый большой в КХЛ школьный фан-сектор, который насчитывал более 1 500 болельщиков из 22 школ Донецкой и Луганской областей. Участники фан-объединения вместе с донецким клубом побывали в разных городах шести стран — России, Франции, Чехии, Словакии, Латвии и Хорватии.
Летом 2014 года из-за усложнившейся политической ситуации в Донецке клуб был вынужден отказаться от участия в розыгрыше седьмого сезона КХЛ, а основная команда клуба была отправлена в «академический отпуск». Такая же судьба ждала команды «Молодая Гвардия», которая принимала участие в Молодежной хоккейной лиге, и «Донбасс-98».
Тем же летом Борисом Колесниковым было принято решение сохранить Ледовую детско-юношескую спортивную школу, перевезя её в город Дружковка с тренировками на базе Ледовой арены «Альтаир». С 1 сентября 2014 года в ДЮСШ ХК «Донбасс» были привлечены более 900 детей из Славянска, Краматорска, Константиновки и Дружковки, которые на бесплатной основе начали заниматься хоккеем и фигурным катанием. Клуб обеспечил каждого юного спортсмена необходимой экипировкой, квалифицированным тренерским составом, а также комфортабельными клубными автобусами, которые привозят и увозят детей на ЛА «Альтаир» и обратно в их населенные пункты. Набор детей продолжился и в 2015 году.
В сезоне 2015/16 три команды ДЮСШ ХК «Донбасс» были перевезены на базу ЛА «Терминал» в город Бровары. Такая смена постоянного места тренировок была обусловлена участием команд «Донбасс 2003», «Донбасс 2004» и «Донбасс 2005» в чемпионатах Беларуси и соответственным сокращением временных затрат на посещение выездных матчей турнира. Большая часть Ледовой школы продолжила свою деятельность в Дружковке, добрав с новым сезоном в свои ряды более 300 воспитанников в секции хоккея и фигурного катания. На сегодняшний день ДЮСШ ХК «Донбасс» является самой многочисленной на Украине, в которой занимаются более 1 100 воспитанников. Летом 2015 года было принято решение о возрождении первой команды ХК «Донбасс», которая подала заявку на участие в чемпионате Украины сезона 2015/16. В сжатые сроки руководству клуба удалось собрать команду, которая взяла второе для себя «золото» на традиционном предсезонном турнире Donbass Open Cup, добавив к триумфу в 2013 году ещё и победу в 2015-м, а затем завоевала четвёртый комплект золотых медалей «Донбасса» в чемпионате страны.
Накануне старта сезона-2016/17 «Донбасс» в третий раз в своей истории выиграл домашний предсезонный турнир Donbass Open Cup. Дончане поочередно обыграли криворожский «Кривбасс», харьковский «Витязь», белоцерковский «Белый Барс» и «Кременчук». Также в рамках подготовки к чемпионату страны дончане приняли участие в товарищеских турнирах в Кременчуге (Открытый Кубок Кременчуга) и Зволене (Мемориал Павла Забойника). В Словакии дончане встречались с белорусским «Шахтером» (4:7), а также словацкими «Зволеном» (3:2 OT) и «Детвой» (4:3)
По итогам национального украинского первенства сезона 2016/17, «Донбасс» стал пятикратным чемпионом Украины.
Сезон-2016/17 стал новым витком развития для клубной школы «Донбасса» — детско-юношеская спортивная школа расширила свою географию. 22 января свои первые шаги на льду сделали дети из Бахмута. А уже 5 февраля к ним присоединились юные спортсмены из Покровска и Мирнограда. Окончание сезона получилось особенно успешным для команды ДЮСШ ХК «Донбасс» 2004 года рождения — «Донбасс 2004» стал чемпионом Украины, а также бронзовым призёром Открытого чемпионата Белоруссии.
Помимо спортивной составляющей хоккейный клуб «Донбасс» участвует в различных социальных и благотворительных проектах. Начиная с 2014 года совместно с благотворительным Фондом Бориса Колесникова клуб реализует социальный проект, посвященный всемирному Дню знаний. В 2014 году первоклассники Славянска, Николаевки, Краматорска, Дружковки, Константиновки получили 2 500 подарочных рюкзаков. Год спустя фирменные рюкзаки ХК «Донбасс» получили 2 400 первоклассников из школ Константиновского и Красноармейского районов, а также Дружковки и Константиновки. Также ежегодно новенькие рюкзаки и учебные принадлежности получают воспитанники ДЮСШ ХК «Донбасс». 1 сентября 2016 года такие подарки получили 2300 детей из Дружковки, Константиновки, населенных пунктов Константиновского района, Покровского района, а также из интернатов северной части Донецкой области.
Ежегодно в День святого Николая и в канун Нового года хоккейный клуб «Донбасс» совместно с благотворительным Фондом Бориса Колесникова поздравляет с зимними праздниками учеников и учителей школ и интернатов городов Донецкой области. Эта традиция берет свое начало ещё с 2013 года, когда в Донецке ХК «Донбасс» начал поздравлять свои фан-клубы по всему городу и за его пределами (Бахмут, Дружковка, Зугрес, Константиновка, Чистяково и Ясиноватая).
В 2014 году, несмотря на то, что основная команда ХК «Донбасс»; пропускала спортивный сезон, на проекте это никак не сказалось. В канун Дня святого Николая экс-игроки «Молодой Гвардии» Руслан Ромащенко, Владимир Чердак и Максим Мартышко поздравили учеников и преподавателей 11 учебных заведений Дружковки, Константиновки, Краматорска, Покровска, Николаевки, Святогорска, Славянска, а также Константиновского и Красноармейского районов, подарив более 55 000 новогодних сладких подарков и сувениров.
В 2015 году масштабы проекта увеличились, и уже 60 000 детей и учителей школ, интернатов и лицеев Донецкой области получили новогодние подарки от ХК «Донбасс» и Фонда. В проекте приняли участие игроки первой команды донецкого клуба, в их числе были неоднократные чемпионы Украины, хоккеисты национальной сборной, экс-игроки НХЛ, КХЛ и ВХЛ. Официальные делегации ХК «Донбасс» и Фонда лично посетили 43 учебных заведения Дружковки, Константиновки, Покровска, Краматорска, Святогорска, Славянска, а также населенных пунктов Константиновского и Покровского районов.
В 2016 году подарки получили 58 000 детей из 150 школ, детских домов и интернатов Дружковки, Константиновки, Краматорска, Николаевки, Покровска, Славянска, Святогорска, а также Покровского и Константиновского районов. 19 декабря официальные делегации Фонда и хоккейного клуба «Донбасс» посетили учебные заведения донбасского региона, где вручили детям и педагогам сладкие наборы.
Воспоминания известного спортивного блогера о ХК «Донбасс» в КХЛ и мировом рекорде установленном в победном матче с пражским клубом «Лев» (https://www.sports.ru/tribuna/blogs/hokkeinosti/1459860.html)

## Семья
Колесников женат (супруга Светлана Колесникова), имеет двух детей — дочь Екатерину, (2004 года рождения), и сына Константина (1992).

## Награды и звания
- Заместитель председателя Партии регионов.
- Член Политсовета Партии регионов.
- Заместитель председателя фракции Партии регионов в Верховной Раде.
- Член парламентского комитета по вопросам экономической политики.
- Член Временной специальной парламентской комиссии по обработке проектов законов о внесении изменений в Конституцию Украины.
- Член межпарламентской комиссии по сотрудничеству Верховной Рады и Федерального собрания Российской Федерации.
- Заместитель руководителя постоянной делегации Украины в Парламентской ассамблеи Совета Европы.
- Член парламентской группы по межпарламентским связям с Японией, Германией, Францией.
- Президент Федерации футбола Донецкой области.
- Награждён орденом «За заслуги» I[38], II[39], III степени.
- Почётный гражданин Донецка[40]